# Liste der Monuments historiques in Malestroit
Die Liste der Monuments historiques in Malestroit führt die Monuments historiques in der französischen Gemeinde Malestroit auf.

## Liste der Bauwerke
| Bezeichnung                               | Beschreibung                                        | Standort                                        | Kennzeichnung | Schutzstatus | Datum | Bild           |
| ----------------------------------------- | --------------------------------------------------- | ----------------------------------------------- | ------------- | ------------ | ----- | -------------- |
| Kirche St-Gilles mit Wurzel-Jesse-Fenster | Erbaut ab dem 12. Jahrhundert                       | Place du Bouffay (Lage)                         | PA00091420    | Classé       | 1931  | weitere Bilder |
| Maison de la Truie qui file               | Erbaut im 15. Jahrhundert                           | 3, place Bouffay (Lage)                         | PA00091421    | Classé       | 1923  | weitere Bilder |
| Haus des Pelikans                         |                                                     | 5, place Bouffay (Lage)                         | PA00091422    | Inscrit      | 1931  | weitere Bilder |
| Haus                                      | Erbaut im 17. Jahrhundert                           | 9, place Bouffay (Lage)                         | PA00091423    | Inscrit      | 1931  | weitere Bilder |
| Haus                                      | Erbaut 1640                                         | 13, place Bouffay (Lage)                        | PA00091424    | Inscrit      | 1931  | weitere Bilder |
| Haus Le Moué                              | Erbaut im 16. Jahrhundert                           | 7, rue du Général-de-Gaulle (Lage)              | PA00091426    | Inscrit      | 1933  | weitere Bilder |
| Haus                                      | Erbaut im 17. Jahrhundert                           | 19, rue du Général-de-Gaulle (Lage)             | PA00091427    | Inscrit      | 1933  | weitere Bilder |
| Haus                                      | Erbaut im 16. Jahrhundert                           | 21, rue du Général-de-Gaulle (Lage)             | PA00091425    | Inscrit      | 1933  | weitere Bilder |
| Kapelle La Madeleine                      | Ruine, erbaut im Mittelalter und im 17. Jahrhundert | Faubourg de la Madeleine (Lage)                 | PA00091417    | Inscrit      | 1934  | weitere Bilder |
| Kreuz                                     | 17. Jahrhundert                                     | 5, faubourg Saint-Michel (Lage)                 | PA00091418    | Inscrit      | 1935  | weitere Bilder |
| Croix Joubin                              | Kreuz, 17. Jahrhundert                              | Faubourg Saint-Michel Rue des Augustines (Lage) | PA00091419    | Inscrit      | 1935  | weitere Bilder |